# 聖隷クリストファー中学校・高等学校
聖隷クリストファー中・高等学校（せいれいクリストファーちゅう・こうとうがっこう）は、静岡県浜松市中央区にある私立中高一貫校。

## 沿革
- 1966年 - 聖隷学園高等学校設置

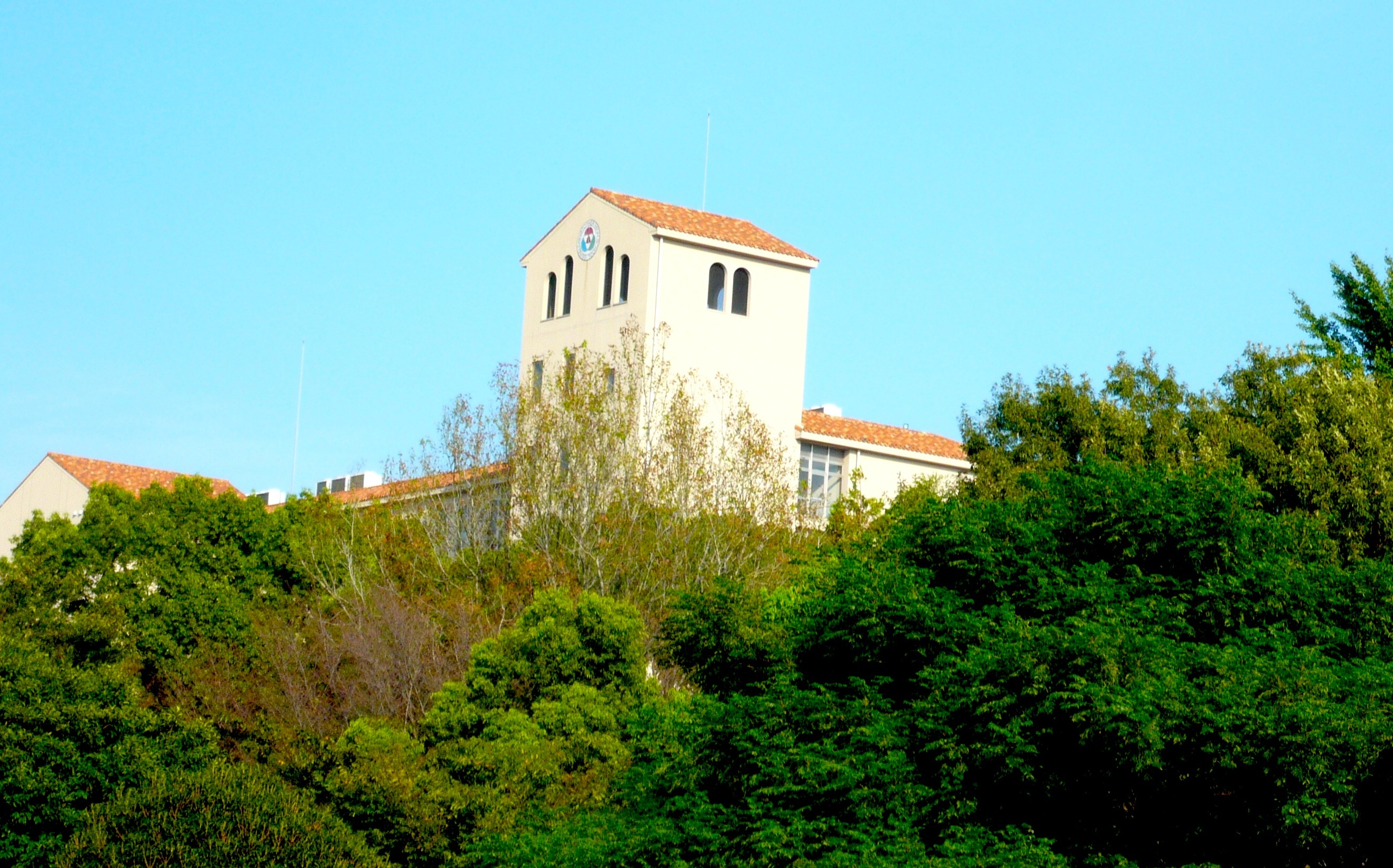
緑に囲まれた同校校舎

- 2001年 - 聖隷クリストファー高等学校に名称変更
- 2003年 - 新校舎（一粒社ヴォーリズ建築事務所設計）竣工に伴い現在地に移転
- 2006年 - 英数科設置
- 2009年 - 聖隷クリストファー中学校開校

## 課程
高等学校における課程を掲載する。
全日制
- 英数科
- 普通科
  - 特進クラス
  - 進学クラス

## 特色
イエス・キリストの教え「隣人を自分のように愛しなさい」（聖書・マルコによる福音書12章29〜31節）を建学の精神とする。（校名については 聖隷クリストファー大学#校名の由来参照。）
特定教派の設立した厳密な意味でのミッション・スクールではないが、歴史的には改革派・長老派の影響が認められ、日本基督教団関係学校に指定されている。キリスト教精神をもってする教育の基礎として、全学年を通じ聖書科の授業は必修である。
独自の校歌はなく、賛美歌393番が用いられている。

## 部活動
高等学校における部活動を掲載する。
運動部
- 野球

直近では2020年夏の静岡独自大会で優勝。翌2021年度秋季静岡県大会で準優勝。さらにはその後の東海大会においても準優勝に輝き、翌2022年春の第94回選抜大会への出場が確実とされたが、選考委員会において出場校に選出されず、物議を醸した。その後、2025年夏の第107回選手権静岡大会で優勝し、春夏通じての甲子園初出場を決めた。校名にカタカナが入った出場校としてコザ、聖心ウルスラ、クラーク国際に続く4校目、外来語が入った出場校の3校目。
- バレー（男・女）
- サッカー（男・女）
- 少林寺拳法
- テニス（男・女）
- バスケット（男・女）
- 卓球
- 陸上
- ダンス
- 剣道
- 女子ソフトボール

文化部
- 華道
- 和太鼓
- 茶道
- 吹奏楽
- 写真
- パソコン
- ハンドベル
- 軽音楽
- 放送
- 聖歌隊
- 聖書研究会
- インターアクトクラブSるりだの会
- インターナショナルクラブ

同好会
- 囲碁・将棋
- 筋肉トレーニング

## 著名な出身者
- 大道大輔（元バレーボール選手）
- 鈴木翔太（元プロ野球選手）
- 鈴木孝幸（競泳選手）
- 鈴木悠二（バレーボール選手）
- 松原真也（元サッカー選手）
- 山下大輝（声優）

## 交通
- スクールバスを運行している。
- 遠鉄バス 浜松駅バスターミナル
  - 15番ポールより「40市役所 聖隷三方原病院 気賀（三ヶ日）」行に乗車し、「聖隷三方原病院」バス停で下車
  - 15番ポールより「45市役所 奥山/43金指 気賀/43金指街道 聖隷三方原病院」行に乗車し、「三方原墓園」バス停で下車
  - 平日登校時に限り、15のりばより、「43聖隷クリストファー中・高等学校経由聖隷三方原病院行き」の運行もある（降車バス停は「聖隷クリストファー中・高等学校」バス停）
- 遠鉄バス 浜北駅バス停・小松駅バス停より、「聖隷三方原病院」行に乗車し、「聖隷三方原病院」バス停で下車